# Štěměchy
Štěměchy (německy Stienmiech, Stiemiech, dříve též Cziemichy, Styemyechy, Dsstiemyechy, Stzimiegy, Stiemniechy a Stěměchy) jsou obec v okrese Třebíč v Kraji Vysočina. Leží necelých třináct kilometrů západně od Třebíče. Žije zde 304 obyvatel. K obci patří též osada Dašov. Obec je součástí Mikroregionu Podhůří Mařenky. Obcí prochází silnice první třídy I/23.
Sousedními obcemi sídla jsou Chlístov, Želetava, Cidlina, Rokytnice nad Rokytnou, Předín, Římov a Lesná.

## Název
Jméno Štěměchy se, podle historika Ladislava Hosáka, vyvinulo ze staršího Dščiměchy (z roku 1464 doložena podoba Dštiměchy). Původní podoba Dščiměši (složená s dštíti - "pršet" a měch - "pytel") byla posměšnou přezdívkou jejích obyvatel. Podobná posměšná jména s -měchy ve druhé části jsou známa i z Čech (Strměchy, Trpoměchy) a Polska (Facimiechy, Paśmiechy, Parzymiechy). Protože však v pozdějších zápisech již čteme podobu Strměchy i Střeměchy, odkazující k terénnímu reliéfu, lze se domnívat, že Hosákova úvaha nemusí být o mnoho přesnější, než tvar Dščiměchy, zapsaný do kroniky někým neznalým českého jazyka.[zdroj?]

## Historie
První písemná zmínka o obci pochází z roku 1279, kdy je uváděn Cuzkraj ze Štěměch, ten se majitelem vsi stal pravděpodobně jako sudí ze Znojma. V polovině 14. století pak byl majitelem vesnice Přibek a v roce 1368 byli majiteli vesnice Jindřich a Hugo ze Štěměch. V roce 1378 byl majitelem vsi Adam ze Štěměch, v tomto roce je také poprvé zmíněna tvrz ve Štěměchách. V roce 1386 pak vesnici koupil Petr Hecht z Rosic, Hechtové z Rosic vesnici vlastnili i roku 1408, kdy byla tvrz pobořena a vesnice zabrána Hynkem z Valdštejna. Vznata Hecht z Rosic se však bránil u soudu a vesnici tak dostal zpět do svého majetku. V roce 1450 Hechtové z Rosic vymřeli a jejich majetky pak zastavil Jiří z Poděbrad těšínskému knížeti Přemkovi, který pak roku 1464 prodal vesnici Oldřichu Mládenci z Miličína, ten v roce 1466 získal i již pustou blízkou vesnici Dašovice. Později od Jiřího z Poděbrad dostal i zbylé vesnice heraltického panství. V roce 1486 Vladislav Jagellonský potvrdil Přibíkovi Mládenci z Miličína právo na majetky v panství.
V roce 1505 Oldřich z Miličína prodal Štěměchy, Předín, část Zašovic, část Bransouz, část Hvězdoňovic a pusté vesnice Petrůvky, Březová, Bezděkov, Dašovice, Svojkovice, Jenišov a Čížov Zdenkovi a Burianovi z Valdštejna a ty se tak staly součástí brtnického panství. V roce 1585 pak přešly Štěměchy do majetku Zdenka, který zdědil sádecké panství a tak se staly součástí sádeckého panství. Panství však bylo konfiskováno a roku 1622 je získal Thomas Cerboni. V roce 1678 zadlužené panství zakoupil Bohumír Antonín Walldorf. Mezi lety 1771 a 1772 došlo k velké neúrodě a hladomoru, který se dotknul i Štěměch. V roce 1796 vymřel rod Walldorfů a panství zdědil František Kajetán Chorynský z Ledské. V roce 1858 byl nedaleko vesnice založen železný důl Hubert. V roce 1864 byla postavena školní budova ve Štěměchách, hned v roce 1888 byla škola přestavěna na dvojtřídní. V roce 1931 byla školní budova zásadně rekonstruována. Po druhé světové válce odešlo mnoho občanů do pohraničí a škola byla změněna v jednotřídku. V roce 1970 pak byla školní budova generálně rekonstruována, ale již roku 1976 byla škola zrušena.
V roce 1898 vznikla ve Štěměchách první perleťářská dílna, perleťáři se do vsi dostali z Předína. Roku 1899 byl ve vsi založen sbor dobrovolných hasičů. V roce 1908 byl založen jubilejní sad na návsi a také započala stavba silnice mezi Dašovem a Štěměchami. V roce 1910 byla v obci založena Omladina. Do první světové války narukovalo 97 občanů vesnice, celkem jich zahynulo 24, v roce 1920 byl odhalen pomník padlým občanům, roku 1926 pak byla na pomník přidána pamětní deska na ty občany, o kterých nebyla známa žádná zpráva. Roku 1923 pak byla obcí odkoupena tvrz a upravena jako školní hřiště, o rok později pak byl založen divadelní spolek Pokrok. V roce 1927 byla vesnice elektrifikována a v roce 1936 byla přestavěna silnice z Markvartic do Předína, na její stavbě pracovalo mnoho nezaměstnaných dělníků ze Štěměch. Roku 1938 byla upravena nádrž na návsi a přestavěna na koupaliště, v témže roce odešlo do druhé světové války 35 občanů obce. Během války zemřelo 6 občanů vesnice.
V roce 1950 bylo ve vsi založeno JZD, to však bylo zrušeno hned v roce 1953. Znovu založeno bylo v roce 1956, to bylo v roce 1960 sloučeno s JZD v Předíně a Horách pod JZD Horácko se sídlem v Předíně. To pak bylo v roce 1977 sloučeno do JZD Opatov, tam patřily JZD Štěměchy, Hory, Předín, Opatov, Brtnička, Kněžice, Brodce a Hrutov. Mezi lety 1952 a 1955 byla opravena silnice vedoucí přes Štěměchy, byl také upraven tok Římovského potoka a snížen kopec, přes který silnice vede. Roku 1955 byla opravena kaplička, boží muka a kříže v obci a okolí a v roce 1959 byla opravena a upravena tvrz. V šedesátých letech 20. století byla postavena prodejna Jednoty, obec byla kanalizována, byl také postaven kulturní dům. V roce 1960 zasáhl stodolu JZD velký požár. Mezi lety 1986 a 1988 byl v obci postaven sportovní areál a mezi lety 1987 a 1989 byla opět upravena tvrz.
V roce 1996 byl v obci rozveden telefon, v témže roce byl komplexně rekonstruován kulturní dům. Roku 1998 byla rekonstruována kaplička Jana Nepomuckého, v témže roce byla vesnice plynofikována a byl rozveden vodovod. V roce 2001 byl vysazen strom tisíciletí a roku 2006 byla založena Stěměšská divadelní společnost a roku 2004 byl založen spolek Rytíři tvrze Štěměšské. V roce 2010 byla rekultivována skládka na Vrchách, roku 2012 byla vystavěna Rozhledna Mařenka na hoře Mařenka. V letech 2015 a 2016 byla vesnice kanalizována a byla vystavěna čistírna odpadních vod. Roku 2014 byl upraven park Na Humnech, byla upravena náves a upraveny další zelené plochy ve vsi. Roku 2018 byla ve vsi vysazena lípa svobody a v roce 2019 byl obci udělen znak a prapor.
Do roku 1849 patřily Štěměchy do sádeckého panství, od roku 1850 patřily do okresu Jihlava, pak od roku 1855 do okresu Třebíč. Mezi lety 1980 a 1990 patřily Štěměchy pod Předín, následně se obec osamostatnila.

## Obyvatelstvo
| Rok            | 1869 | 1880 | 1890 | 1900 | 1910 | 1921 | 1930 | 1950 | 1961 | 1970 | 1980 | 1991 | 2001 | 2011 | 2021 |
| -------------- | ---- | ---- | ---- | ---- | ---- | ---- | ---- | ---- | ---- | ---- | ---- | ---- | ---- | ---- | ---- |
| Počet obyvatel | 486  | 525  | 533  | 502  | 546  | 536  | 518  | 462  | 486  | 436  | 379  | 319  | 323  | 305  | 289  |
| Počet domů     | 76   | 73   | 73   | 72   | 79   | 83   | 93   | 106  | 109  | 100  | 100  | 113  | 122  | 127  | 131  |

## Obecní správa

### Obecní symboly
Znak a vlajka byly obci uděleny rozhodnutím předsedy Poslanecké sněmovny Parlamentu České republiky dne 4. dubna 2019.

## Politika

### Místní zastupitelstvo
Od roku 1994 do roku 2002 a znovu od roku 2006 do roku 2014 zastávala funkci starosty Marie Báňová. V letech 2002–2006 působil jako starosta Petr Bobek. Od roku 2014 do roku 2018 vykonával funkci starosty Ing. Václav Křivan, od roku 2018 je starostkou Zuzana Svobodová.

#### Starostové
- František Hobza, 1878–1896
- Antonín Pecka, 1896–1911
- Jan Dokulil, 1911–1919
- František Sochna, 1919–1923
- Josef Dokulil, 1923–1927
- Josef Šabacký, 1927–1938
- Josef Kovář, 1938–1945
- Karel Heinige, 1945
- Josef Fenik, 1945–1950
- Ladislav Svoboda, 1950–1954
- Václav Pařízek, 1954–1976
- Emil Zvěřina, 1976–1980
- Pavel Bobek, 1990–1994
- Marie Báňová, 1994–2002
- Petr Bobek, 2002–2006
- Marie Báňová, 2006–2014
- Václav Křivan, 2014–2018
- Zuzana Svobodová, 2018–

### Volby do Poslanecké sněmovny
|       | 2006                | 2010                | 2013                | 2017                | 2021                 |
| ----- | ------------------- | ------------------- | ------------------- | ------------------- | -------------------- |
| 1.    | ČSSD (39.1 %)       | ČSSD (30.48 %)      | ČSSD (30.9 %)       | KSČM (16.76 %)      | SPOLU (24.15 %)      |
| 2.    | KSČM (20.11 %)      | KSČM (20.12 %)      | KSČM (30.3 %)       | ANO (16.16 %)       | ANO (21.91 %)        |
| 3.    | ODS (13.96 %)       | VV (11.58 %)        | ANO 2011 (10.3 %)   | ČSSD (14.97 %)      | Piráti+STAN (14.6 %) |
| účast | 73.36 % (179 z 244) | 67.77 % (164 z 242) | 67.90 % (165 z 243) | 68.44 % (167 z 244) | 74.79 % (178 z 238)  |

### Volby do krajského zastupitelstva
|      | 1.                | 2.                       | 3.                            | účast               |
| ---- | ----------------- | ------------------------ | ----------------------------- | ------------------- |
| 2000 | KSČM (30,76 %)    | 4KOALICE (23,07 %)       | Prosperita Vysočiny (12,82 %) | 31,81 % (83 z 261)  |
| 2004 | KSČM (34,92 %)    | KDU-ČSL (23,8 %)         | ODS (12,69 %)                 | 25,71 % (64 z 249)  |
| 2008 | ČSSD (44,24 %)    | KSČM (20,35 %)           | DOHODA pro Vysočinu (10.61 %) | 47,7 % (114 z 239)  |
| 2012 | ČSSD (44,11 %)    | KSČM (31,37 %)           | SPOZ (5,88 %)                 | 45,9 % (111 z 244)  |
| 2016 | ČSSD (25,53 %)    | KSČM (17,02 %)           | KDU-ČSL (12,76 %)             | 38,93 % (95 z 244)  |
| 2020 | ODS+STO (24,52 %) | ANO (17,92 %)            | Piráti (12,26 %)              | 43,8 % (106 z 242)  |
| 2024 | ANO (33,96 %)     | ODS+TOP 09+STO (26,41 %) | KDU-ČSL (8,49 %)              | 41,41 % (106 z 256) |

### Prezidentské volby
V prvním kole prezidentských voleb v roce 2013 první místo obsadil Miloš Zeman (82 hlasů), druhé místo obsadil Jan Fischer (27 hlasů) a třetí místo obsadil Jiří Dienstbier (17 hlasů). Volební účast byla 70,20 %, tj. 172 ze 245 oprávněných voličů. V druhém kole prezidentských voleb v roce 2013 první místo obsadil Miloš Zeman (151 hlasů) a druhé místo obsadil Karel Schwarzenberg (32 hlasů). Volební účast byla 74,39 %, tj. 183 ze 246 oprávněných voličů.
V prvním kole prezidentských voleb v roce 2018 první místo obsadil Miloš Zeman (82 hlasů), druhé místo obsadil Jiří Drahoš (31 hlasů) a třetí místo obsadil Michal Horáček (26 hlasů). Volební účast byla 73,22 %, tj. 175 ze 239 oprávněných voličů. V druhém kole prezidentských voleb v roce 2018 první místo obsadil Miloš Zeman (109 hlasů) a druhé místo obsadil Jiří Drahoš (64 hlasů). Volební účast byla 73,11 %, tj. 174 ze 238 oprávněných voličů.
V prvním kole prezidentských voleb v roce 2023 první místo obsadil Andrej Babiš (63 hlasů), druhé místo obsadil Petr Pavel (52 hlasů) a třetí místo obsadila Danuše Nerudová (28 hlasů). Volební účast byla 69,48 %, tj. 173 ze 249 oprávněných voličů. V druhém kole prezidentských voleb v roce 2023 první místo obsadil Petr Pavel (98 hlasů) a druhé místo obsadil Andrej Babiš (79 hlasů). Volební účast byla 71,66 %, tj. 177 ze 247 oprávněných voličů.

## Pamětihodnosti
- Tvrz ve Štěměchách, od roku 1386 byla uváděna jako majetek Hechtů z Rosic, roku 1408, kdy ji pobořil Hynek z Valdštejna, se uvádí jako pustá.
- V katastru obce leží nejvyšší bod okresu Třebíč – hora Mařenka (711 m), na vrcholu jejímž vrcholu byla na podzim 2012 dokončena turistická rozhledna.
- Kříž pod Štěměchami z roku 1878, rekonstruován v roce 2015.[8]
- Na návrší hory Mařenky se nachází šikmo zapuštěný kámen s nápisem Mariana a rokem 1689, kámen má být spojen s pověstí, že na místě měla být zavražděna mladá dívka.[7]

## Kultura
Každoroční Štěměšské historické slavnosti v podaní Rytířů tvrze štěměšské. Pravidelně se v obci konají divadelní představení, plesy a volejbalový turnaj Štěměšský kačer. V roce 2011 bylo otevřeno muzeum Dašovský mlýn.

## Osobnosti
- Bedřich Böhm (1933–2018), meteorolog a klimatolog
- Karel Horký (1909–1988), hudební skladatel, používal i pseudonym Karel Studený
- Jan Ondrák (1884–?), legionář
- Bedřich Škrdla (1896–1945), legionář

### Čestní občané
- Karel Horký, jmenován čestným občanem v roce 1974[5]

## Galerie

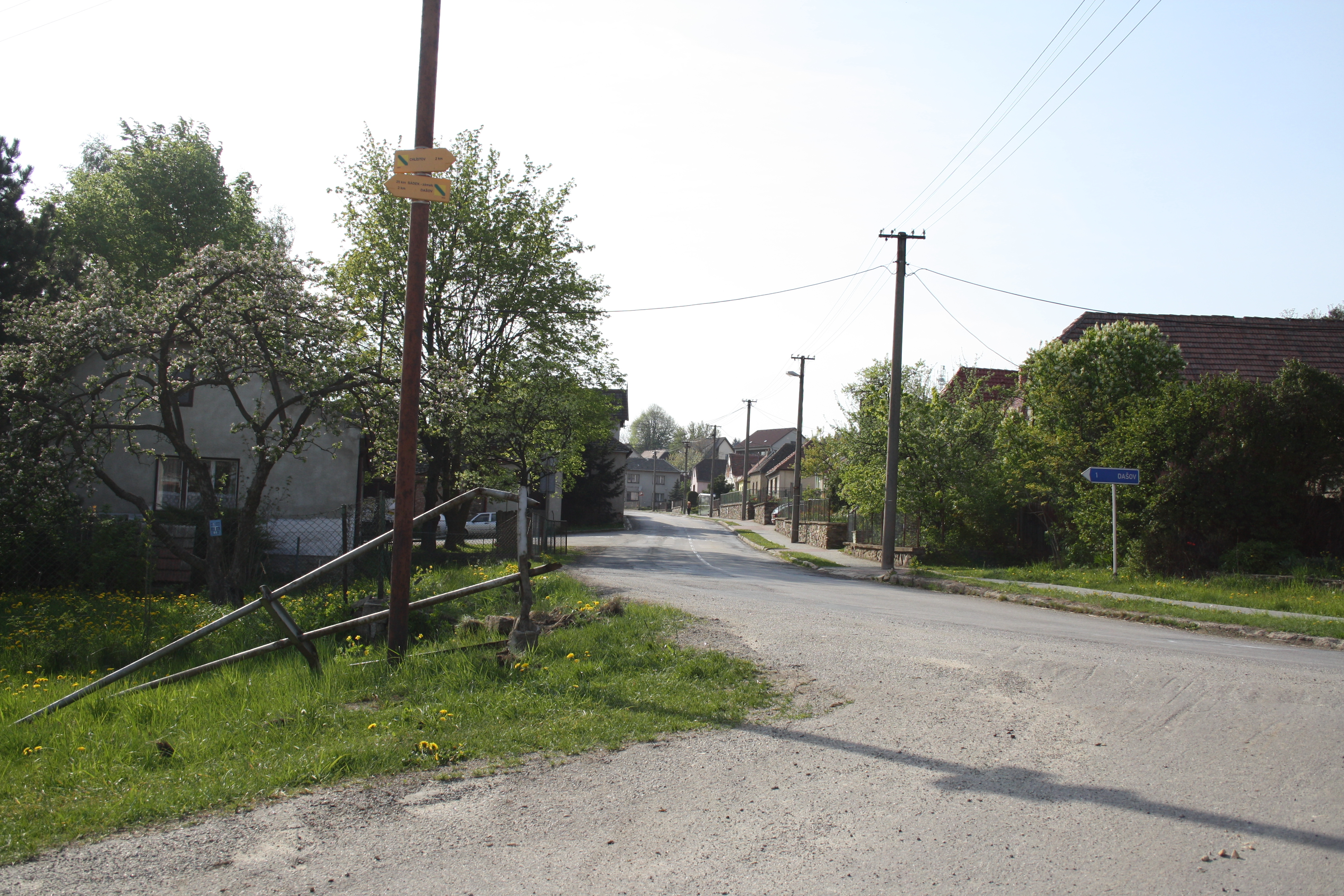
Centrum obce